# 流動泉 (亞利桑那州)
流動泉（英語：Flowing Springs）是位於美國亞利桑那州希拉縣的一個人口普查指定地區。根據2010年美國人口普查，該地共人口500人，而該地的面積約為4.43平方千米。

## 地理
流動泉的座標為34°18′55″N 111°20′04″W / 34.31528°N 111.33444°W，而該地最高點為海拔高度1404米（即4606英尺）。